# Muricella operculata
Muricella operculata is een zachte koraalsoort uit de familie Acanthogorgiidae. De koraalsoort komt uit het geslacht Muricella. Muricella operculata werd in 1910 voor het eerst wetenschappelijk beschreven door Nutting. 